# Plantedyrkning
Plantedyrkning eller planteavl (i daglig tale ofte = jorddyrkning) er den planlagte, landbrugsmæssige eller gartneriske dyrkning af nytteplanter og prydplanter. Det centrale er produktionen af værdifulde madvarer i form af planter, men også dyrkning og pleje af stueplanter og prydplanter til haver og parker falder ind under dette begreb.

## Delområder
- Nytteplanter:
  - Fødemidler (korn, kartofler, frugt, grønsager).
  - Foderplanter (hø, ensilage, rodfrugter, bælgplanter),
  - Industrielle råvarer (sukkerroer, lægeplanter, fiberplanter).
- Prydplanter, stueplanter, haveplanter, snitblomster
- Planteskoleprodukter.
- Skovbrugsprodukter.

## Arbejdsområder
Plantedyrkning omfatter adskillige arbejdsområder, først og fremmest alle de jordtilknyttede landbrugsproduktioner (bl.a. plantelære, agerbrug og miljøkundskab). Omdrejningspunktet blandt disse arbejdsområder er den højst mulige effektivitet i udnyttelsen af miljøfaktorer som jordbund, vand og lys. De er afgørende for planternes vækst og må derfor udnyttes så godt som muligt. Det er et vigtigt mål inden for dyrkningen af nytteplanter at skaffe et godt vækstmiljø gennem kendskab til på de fysiologiske processer i planterne, der er afgørende for et godt udbytte af f.eks. frugter, korn eller olie.
Desuden hører også videnskabelige fagområder som planteavl, planteernæring og plantesundhed (plantebeskyttelse) med til den nødvendige viden bag plantedyrkning. I nutidens undervisning i plantedyrkning lægges der stigende vægt på bæredygtige dyrkningsformer med ressource- og miljøskånende virkemidler.
Plantedyrkningens teori og praksis kaldes under ét for jordbrugsmæssig dyrkningskundskab, mens den tilsvarende, videnskabelige disciplin hedder plantedyrkningsvidenskab.

## Eksterne links
- SEGES: Planteavl Arkiveret 15. marts 2017 hos  Wayback Machine
- proplanta.de – Dyrkningsmæssig basisividen om de vigtigste kulturplanter (tysk)
- plantedyrkningsleksikon Arkiveret 30. september 2014 hos  Wayback Machine (tysk)
- Infography about the History of Plant Breeding Arkiveret 26. juli 2010 hos  Wayback Machine (engelsk)